# Hermann Breith
Hermann Breith (7 de maio de 1892 — 3 de setembro de 1964) foi general alemão da Segunda Guerra Mundial, comandante da 3ª Divisão Panzer.

## História
Nasceu em Pirmasens em 7 de Maio de 1892, Hermann Breith se alistou no Exército Alemão como um cadete (infantaria) em 1910. Ele encerrou a Primeira Guerra Mundial (1914-18) com o cargo de Leutnant e ele continuou a sua carreira na infantaria e mais tarde nas tropas panzer.
Promovido para a patente de Oberst em 1 Janeiro de 1939 e em seguida Generalmajor em 1 de Agosto de 1941, e em seguida Generalleutnant em 1 de Novembro de 1942 e finalmente General das Tropas Panzer (General der Panzertruppe) em 1 de Março de 1943.

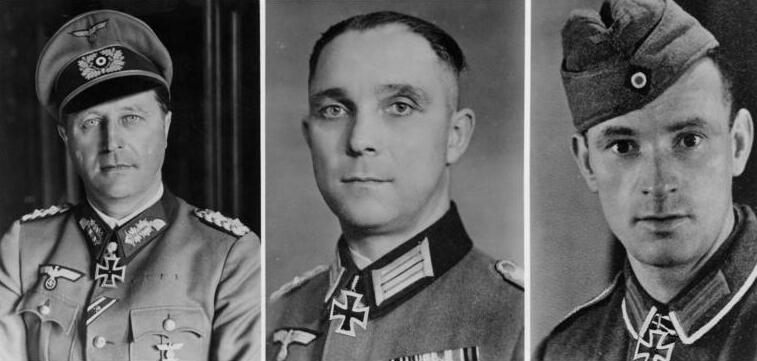
Bundesarchiv Bild 183-J16804, Hohe Auszeichnungen, Breith, Bäke, Karl.

Com o começo da guerra, ele comandou o regimento Panzer 36 (Panzer Regiment 36) e em seguida a 5ª Brigada Panzer (5. Panzer Brigade) (15 de Fevereiro de 1940) e finalmente a 3ª Divisão Panzer (22 de Outubro de 1941). Mais tarde esta no comando do 3º Corpo Panzer (3 de Janeiro de 1941). Ele foi feito prisioneiro em 8 de Maio de 1945, solto em 1947 e vindo a falecer na cidade de Pech no dia 3 de Setembro de 1964.
Na sua vida militar foi condecorado com a Cruz de Cavaleiro da Cruz de Ferro em (3 de Junho de 1940), com Folhas de Carvalho (31 de Janeiro de 1942, n° 69) e Espadas (21 de Fevereiro de 1944, n° 48).

## Honrarias
- Ordem da casa de Hohenzollern
- Distintivo de ferido em ação
- Cruz de ferro de 2ª e 1ª classe
- Cruz de cavaleiro da Cruz de Ferro com folhas de carvalho e espadas
  - Cruz de cavaleiro (3 de junho de 1940)[2]
  - Folhas de carvalho (31 de janeiro de 1942)[2]
  - Espadas (21 de fevereiro de 1944)[2]